# Sinistus
Sinistus is een geslacht van hooiwagens uit de familie Epedanidae.
De wetenschappelijke naam Sinistus is voor het eerst geldig gepubliceerd door Roewer in 1938. 

## Soorten
Sinistus omvat de volgende 2 soorten:
- Sinistus fuscus
- Sinistus maculatus